# Emily Overholt
Emily Overholt (Vancouver, 4 de outubro de 1997) é uma nadadora canadense, medalhista olímpica.

## Carreira

### Rio 2016
Overholt competiu na natação nos Jogos Olímpicos de Verão de 2016 e conquistou a medalha de bronze com o revezamento 4x200 metros livre.